# Безоглюк Ігор Анатолійович
Ігор Анатолійович Безоглюк (позивний — Лівша, Базель; 14 березня 1972 село Володарка, Київська область, Україна — 26 вересня 2022, Харківська область, Україна) — український військовослужбовець, підполковник Збройних сил України, учасник російсько-української війни. Лицар ордена Богдана Хмельницького III ступеня (2022).

## Життєпис
Народився 14 березня 1972 року в селі Володарка, Київської області. Зростав і навчався в місті Київ. Закінчив загальноосвітній навчальний заклад № 256, після чого вступив до Київського загальновійськового училища на курс розвідників, але в результаті реорганізації закінчував навчання в Одеському військовому училищі, випуск 1993 року.
2010 року звільнився з армії. Служив у 95-й повітряно-десантній бригаді, НДІ Сухопутних військ та інших підрозділах.
2014 року став одним із співзасновників організації «Український Легіон». У 2014 року з'їздив у Піски Донецької области, а з травня 2015 року служив заступником командира полку з бойової підготовки ОЗСП «Азов».
Командир роти, протитанкіст 130-го батальйону 112-ї окремої бригади територіальної оборони.
Загинув 26 вересня 2022 року, під час підриву броньованої машини на ворожій міні у звільненій частині Харківської области.

## Нагороди
- орден Богдана Хмельницького III ступеня (6 вересня 2022) — за особисту мужність і самовіддані дії, виявлені у захисті державного суверенітету та територіальної цілісності України, вірність військовій присязі[1].
- відзнака МО України медаль «За сумлінну службу» II ступеня (8 листопада 2006)
- відзнака МО України медаль «За сумлінну службу» I ступеня (5 листопада 2009)
- відзнака Президента України «За участь в антитерористичній операції» (17 лютого 2016)
- медаль «За оборону рідної держави» (26 березня 2016) — за стійкість, особисту мужність і героїзм, високий професіоналізм, зразкове виконання службового обов'язку, що були виявлені при захисті незалежності й територіальної цілісності України в зоні АТО.
- почесна відзнака «За оборону Маріуполя» (11 жовтня 2017)
- відзнака Ради національної безпеки і оборони України III ступеня (18 серпня 2021)